# Kate Lester
Pour les articles homonymes, voir Lester.
Kate Lester (née le 12 juin 1857 à Shouldham Thorpe, dans le Norfolk, en Angleterre et morte le 12 octobre 1924  à Los Angeles, quartier de Hollywood, en Californie) est une actrice britannique.

## Filmographie partielle
- 1916 : La Secrétaire particulière (The Social Secretary) de John Emerson
- 1918 : Le Sceptique (The Unbeliever) d'Alan Crosland
- 1918 : Doing Their Bit de Kenean Buel
- 1918 : The Cross Bearer de George Archainbaud
- 1919 : Le Joyeux Lord Quex (The Gay Lord Quex) de Harry Beaumont
- 1919 : Un soir d'orage (Through the Wrong Door) de Clarence G. Badger
- 1920 : Au voleur ! (Stop Thief) de Harry Beaumont
- 1920 : L'Affaire Paliser (The Paliser Case) de William Parke
- 1920 : L'Appartement n° 13 (The Woman in Room 13) de Frank Lloyd
- 1921 : Tournant dangereux (Dangerous Curve Ahead) de E. Mason Hopper
- 1922 : Un père (Remembrance) de Rupert Hughes
- 1922 : Le Bac tragique (Quincy Adams Sawyer) de Clarence G. Badger
- 1922 : L'Audace et l'Habit (A Tailor-Made Man) de Joseph De Grasse
- 1922 : La Prisonnière (One Week of Love) de George Archainbaud : Honoria Van Dyke
- 1922 : La Duchesse de Langeais (The Eternal Flame) de Frank Lloyd
- 1924 : La Femme de Don Juan (Wife of the Centaur) de King Vidor
- 1925 : The Price of Pleasure d'Edward Sloman